# Apion apricans
Espèce
Apion apricans (l'apion du trèfle) est une espèce d'insectes coléoptères curculionoïdes de la famille des Apionidae (ou des Brentidae selon les classifications), originaire d'Europe.
Cet insecte phytophage est un ravageur des légumineuses, principalement du trèfle.
Synonyme :
- Protapion apricans (Herbst, 1797)